# Elektriciteitscentrale Ensted
Elektriciteitscentrale Ensted (Enstedværket) bij de stad Aabenraa naast het Aabenraa Fjord is een energiecentrale in Denemarken.
Blok 2 is uit 1969 en blok 3 van 1979.